# جيوفري كيربي
جيوفري كيربي (6 نوفمبر 1923 بريدنغ في المملكة المتحدة - 7 يناير 2004) (بالإنجليزية: Geoffrey Kirby)‏ هو لاعب كريكت بريطاني (وحمل سابقاً جنسية المملكة المتحدة لبريطانيا العظمى وأيرلندا).

## وصلات خارجية
- جيوفري كيربي على موقع إي آس بي آن كريك إنفو (الإنجليزية)